# Tessa Hoder
Tessa Hoder (* 4. Juli 1997) ist eine dänische Schauspielerin.

## Leben und Karriere
Hoder wurde am 4. Juli 1997 geboren. Sie besuchte die Sankt Annæ Gymnasium. Ihr Debüt gab sie 2012 in dem Kurzfilm Turbulens. Anschließend war sie 2017 in der Fernsehserie Rita zu sehen.
Außerdem wurde sie 2019 für die Serie Ondt i røven gecastet. Im selben Jahr spielte sie in Den som dræber – Fanget af mørket mit. Unter anderem trat Hoder in der zweiten Staffel von Somerdahl auf. 2024 bekam sie in dem Film Pigen med nålen eine Hauptrolle.

## Filmografie
- 2012: Turbulens (Kurzfilm)
- 2017: Rita (Fernsehserie, 8 Episoden)
- 2019: Ondt i røven (Fernsehserie)
- 2019: Selvhenter
- 2019: Den som dræber – Fanget af mørket (Fernsehserie, 8 Episoden)
- 2021: Sommerdahl (Fernsehserie, 2 Episoden)
- 2021: Fantomforhold (Fernsehserie, 1 Episode)
- 2023: A Study of Empathy (Kurzfilm)
- 2024: Pigen med nålen